# Palpostilpnus
Palpostilpnus (лат.) — род наездников из подсемейства Phygadeuontinae семейства ихневмонид (Ichneumonidae).

## Распространение
Юго-Восточная Азия и Австралазия (Новая Гвинея).

## Описание
Среднего размера наездники (менее 1 см). Отличаются очень длинными нижнечелюстными щупиками; голова короткая и сплющенная, с мелкими жвалами и отчётливой базальной бороздкой; яйцеклад короткий и узкий, игловидный; проподеум шире длины. Биология неизвестна, предположительно, как и другие представители подсемейства, паразиты насекомых.

## Систематика
Около 20 видов. Включают в состав трибы Phygadeuontini (Cryptinae) или отдельного подсемейства Phygadeuontinae (с 2017 года). Род был впервые описан в 1961 году.
- Palpostilpnus aki
- Palpostilpnus angka
- Palpostilpnus angkor
- Palpostilpnus brevis
- Palpostilpnus hainanensis
- Palpostilpnus maculatus
- Palpostilpnus mangrovi
- Palpostilpnus palpator
- Palpostilpnus papuator
- Palpostilpnus pterodactylus
- Palpostilpnus ranui
- Palpostilpnus rotundatus
- Palpostilpnus rufinator
- Palpostilpnus singaporensis
- Palpostilpnus striator
- Palpostilpnus tamasek
- Palpostilpnus trifolium